# Solca
Solca (en alemany: Solka; en polonès: Solka; hongarès: Szolka) és una ciutat del comtat de Suceava, al nord-est de Romania. Es troba a la regió històrica de Bucovina.
Solca és la ciutat més petita del comtat i la tercera ciutat més petita de Romania, amb una població de 2.143 habitants, segons el cens del 2011. El seu nom deriva del riu que hi travessa, al seu torn derivat de l'eslau sol ("sal"), en referència a les fonts salades de la zona. Solca és coneguda pel seu aire d'alta qualitat, per ser un antic spa i per la cervesa que es fabricava aquí.

## Geografia
Solca es troba a la part central-oriental del comtat de Suceava, al peu de la part oriental de les muntanyes d'Obcina Mare, a la depressió de Solca-Cacica. La ciutat està situada a la frontera de l'altiplà de Suceava i els Carpats orientals, a una altitud mitjana de 522 metres. El riu Solca creua la ciutat. Solca és un lloc conegut per la bellesa del paisatge natural i l'alta qualitat del seu aire.
Solca fa frontera amb les següents comunes: Marginea (al nord-oest), Arbore (al nord i nord-est), Poieni-Solca (al sud i sud-est), Cacica (al sud) i Mănăstirea Humorului (a l'oest). La ciutat es troba a una distància de 23 a 32 km de la ciutat de Rădăuți. A 48 km de la ciutat de Gura Humorului, 48 km de la ciutat de Suceava (la seu del comtat) i 464 km de Bucarest.
La ciutat és famosa per la seva monumental església ortodoxa romanesa, l'antiga St. El monestir de Pere i Pau (1613-1623), també conegut com a monestir de Solca, construït per Voievod (príncep governant) Ștefan Tomșa II de Moldàvia i tancat pels Habsburg el 1785, i una fàbrica de cervesa que se situa entre les més antigues del país (1810). Les fonts de sal es troben a la zona boscosa del nord. Solca també és relativament a prop de la mina de sal de Cacica i de l'església d'Arbore.
A Solca hi ha una casa tradicional romanesa que data del segle xvii. Aquesta casa es va transformar en museu el 1971. Altres punts d'interès són el motel (conegut com Hanul Solca), el sanatori amb jardí d'estiu, el parc central, l'escola secundària Tomșa Vodă, l'església catòlica romana (que data del 1868) i Pietrele Muierilor (un monument de la natura situat a prop la ciutat).
Tot i que té la condició de ciutat, Solca té un aspecte rural en moltes zones. Durant el règim comunista, es van construir al voltant de 10 blocs d'apartaments al llarg de les dues carreteres principals que travessen la ciutat: el carrer Tomșa Vodă i el carrer Republicii. Solca no està connectat al sistema ferroviari nacional romanès.
La ciutat administrava el poble de Poieni-Solca. Després d'un referèndum local celebrat l'agost del 2004, Poieni-Solca es va separar de la ciutat de Solca el març del 2007 i es va convertir en una comuna.

## Història

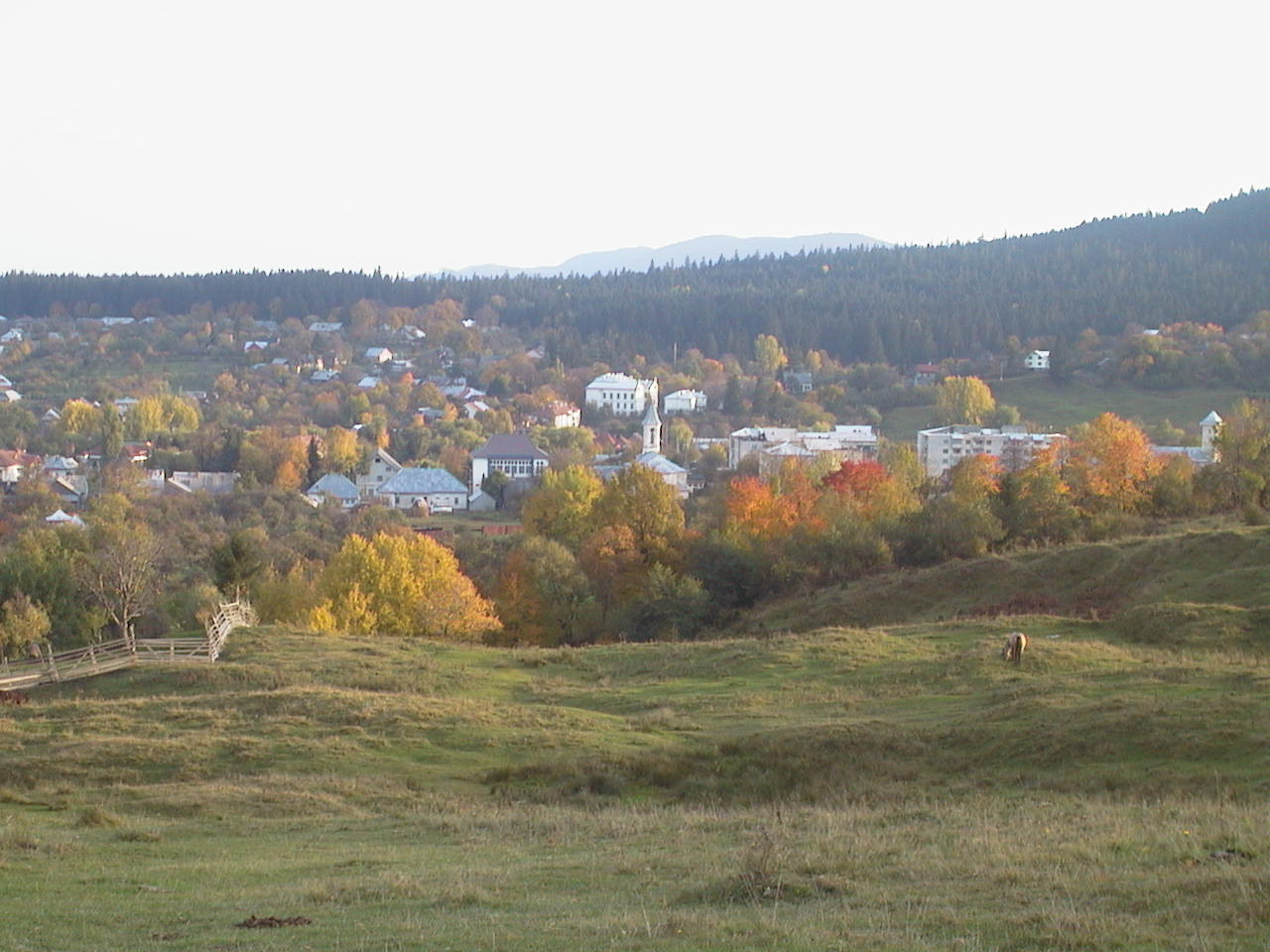
Vista de la ciutat, des del turó nord

L'assentament de Solca fou esmentat per primera vegada en un document emès pel príncep moldau Alexandru cel Bun el 15 de gener de 1418. El 7 de març de 1502, el boiar Luca Arbore va comprar el poble als néts de Cârstea Horaeț i Șandru Gherman. Posteriorment, el metropolità Gheorghe Movilă ofereix aquest poble al monestir de Sucevița.
A principis del segle xvii, el poble és comprat pel príncep moldau Ștefan Tomșa II (1611–1615, 1621–1623) i construeix aquí un monestir (conegut com St. Monestir de Pere i Pau o monestir de Solca). Als segles següents, Solca es converteix en una ciutat mercant de la zona circumdant.
El 1775, juntament amb la resta de Bucovina, Solca passa a formar part de la monarquia dels Habsburg i, finalment, forma part d'Àustria-Hongria. Durant aquest període, moltes famílies alemanyes, poloneses i jueves s'estableixen aquí. Posteriorment, Solca es converteix en un conegut lloc d'estiueig, el seu aire fresc ajuda a desenvolupar l'assentament durant el segle següent. El 1810 s'obre a Solca una de les fàbriques de cervesa més antigues de Romania. Aquesta marca de cervesa es converteix en el símbol principal de l'assentament.
A iniciativa dels doctors Eduard Beilich (1845) i Hermann Poras (1876) s'obre un sanatori per a malalties pulmonars, amb un jardí d'estiu addicional, de manera que la indústria turística augmenta i l'assentament es converteix en un conegut balneari de l'Imperi Austrohongarès.
Durant la Primera Guerra Mundial, Solca és l'escenari de les batalles del Front Oriental entre els exèrcits d'Àustria-Hongria i l'Imperi rus. Després de 1918, Solca (juntament amb la resta de Bucovina) passa a formar part del Regne de Romania i continua sent un recurs molt buscat, especialment per a aquells amb malalties pulmonars. Solca va ser declarada oficialment ciutat el 1926.
Després de la revolució romanesa de 1989, Solca descendeix en un període de regressió. El sanatori es converteix en un hospital de malalties cròniques i, finalment, el 2011, en un asil per a gent gran. La fàbrica de cervesa i el jardí d'estiu estan tancats, l'institut passa per una disminució del prestigi. Avui, Solca ja no és un centre turístic i l'ocupació principal dels seus habitants és l'agricultura.

## Demografia
Segons les dades del cens del 2011, a Solca hi vivien 2.188 habitants, una disminució respecte a la dada registrada al cens del 2002, quan la població tenia 4.456 habitants. La causa principal del dràstic declivi de la població és que Poieni-Solca, el poble administrat per Solca, es va separar de la ciutat el març del 2007 i es va convertir en una comuna.
Solca és la ciutat més petita del comtat de Suceava i la tercera ciutat més petita de Romania. Només Băile Tușnad i Nucet són més petites que Solca.

## Persones il·lustres
- Ilie E. Torouțiu (1888–1953) - historiador de la literatura, acadèmic